# Зелена странка (Србија)
Зелена странка (слч. Zelená Strana) је политичка странка словачке националне мањине основана 2014. године са седиштем у Новом Саду. Зелена странка заступа идеје које обухватају системску заштиту животне средине, промовисања економског развоја на одржив начин — давањем приоритета зеленој економији, стварања социјално праведног друштва у коме све особе уживају једнака права и имају једнаке могућности за остваривање својих потенцијала, развијања демократске свести и поштовања људских права и различитости, остваривања политичких циљева демократским обликовањем политичке воље грађана и учешћа на изборима.
Странка је оријентисана и на заштиту и унапређење права националних мањина са акцентом на стварање плуралистичког и истински демократског друштва које поред поштовања етничког, културног, језичког и верског идентитета сваког припадника националне мањине мора да ствара одговарајуће услове који ће му омогућити да изрази, очува и развије сопствени идентитет у Републици Србији, у складу са Уставом, законом и међународним стандардима.
У исто време Зелена странка је подједнако опредељена и за опште људске, цивилизацијске демократске и грађанске вредности и препознаје пет основних области деловања: животна средина, зелена економија, социјална правда, демократија и људска права, Европа и регион. Њен председник је Горан Чабради.

## Зелени манифест
На конгресу странке 7. новембра 2017. усвојен је Зелени манифест.
Две године након тога и пет година од оснивања странке, 8. децембра 2019. на јубиларном 5. Конгресу великог зеленог срца,, уз одређене измене, поново бива потврђен као основни документ на којем се темељи рад странке.
Манифест представља визију Србије као мирне и демократске земље, у којој се људска права и слободе не доводе у питање. Србију као земљу дугорочно опредељену за уравнотежен и одржив развој. Ослањајући се на основне зелене принципе, утемељене у Повељи о Земљи, донетој 2000. године.
„Ови принципи нарочито подразумевају — Поштовање и бригу о животу, еколошку целовитост, друштвену и економску правичност, демократију, мир и ненасиље. Сукобе, ратове, мржњу остављамо историји и прошлости, а посвећујемо се садашњости и будућности. Јачање сарадње са земљама у окружењу нам је императив, као и тежња прикључењу земљама европских тековина и вредности.” Наводи се у Зеленом манифесту.

## Избори
На парламентарним изборима 2016. Зелена странка добија 1 посланички мандат и тако постаје једина парламентарна зелена опција.
На истим изборима, само на локалном нивоу, освајају одборничке мандате у 50 места широм Србије. Међутим, током наредне године, једна група одборника предвођена Славицом Васиљевић из Горњег Милановца, организује ванредну скупштину странке, за коју ће се касније испоставити да је нелегална и путем које је покушана смена актуелног председника Горана Чабрадија. Након тога, долази до распуштања одређеног броја одбора и искључења одборника из странке, чиме је Зелена странка остала без одборника у једном броју локалних скупштина. У већини места, одбори су веома брзо, уз подршку већ постојећих чланова и активиста, поново формирани.
На изборима за одборнике Града Београда 2018. не осваја ни један мандат.